# ميخائيل شتاينر
ميخائيل شتاينر (بالألمانية: Michael Steiner)‏ (10 أغسطس 1974 في النمسا - ) هو مدرب كرة قدم ولاعب كرة قدم نمساوي في مركز الوسط. لعب مع فيرست فيينا ونادي ريد بل سالزبورغ ونادي فلوريدسدورفر ‏.

## وصلات خارجية
- ميخائيل شتاينر على موقع قاعدة بيانات كرة القدم.إي يو (الإنجليزية)
- ميخائيل شتاينر على موقع عالم كرة القدم.نت (الإنجليزية)